# إيميا
إيميا كان ملك إبلا الواقعة في سوريا الحالية. حكم إيميا بين حوالي 1750-1725 قبل الميلاد. 

## الحكم
على الأرجح دفن إيميا في ما يسمى "قبر سيد الماعز"، في مقبرة القصر الغربي الملكية في إبلا، حيث وجدت كأس فضية تحمل نقشا باسمه. من المحتمل أن المعدات الجنائزية الموجودة في المقبرة تخص إيميا أيضًا. وشمل ذلك بعض المنحوتات المصنوعة من عاج فرس النهر، وبقايا عرش مزينة برؤوس ماعز برونزية، وعلى صولجان احتفالي من الطراز المصري القديم مصنوع من الذهب والفضة والعاج، وهي هدية من الأسرة الثالثة عشر فرعون حوتيبر، الذي كان معاصرا لإيميا.
يظهر إيميا أيضًا كمرسل رسالة إلى الحاكم، والتي تم العثور عليها أيضًا في إبلا. كان أحد خلفائه - وليس بالضرورة الشخص المباشر - ملكًا معينًا حمو [...]، وكان اسمه الكامل على الأرجح حمورابي.

### استشهادات
1. 1 2  Matthiae، صفحات 8–127.
2. ↑  Matthiae، صفحات 217–18.
3. 1 2 3  Matthiae، صفحات 4–301.
4. ↑  Matthiae، صفحة 388.
5. 1 2  Matthiae، صفحات 8–217.
6. ↑  Matthiae، صفحات 217–8.

### منشورات
- Paolo (2010). Ebla: la città del trono : archeologia e storia (بالإيطالية). Einaudi. ISBN:978-88-06-20258-3. Archived from the original on 2021-03-31.